# Склифосовский, Павел Тимофеевич
Павел Тимофеевич Склифосовский (1854—1918) — военный врач-хирург, доктор медицины (1882), тайный советник (1915).

## Биография
Павел Склифосовский родился 14 (26) ноября 1854 года в городе Измаил Бессарабской области в семье столоначальника Центрального карантинного управления Тимофея Васильевича Склифосовского (старшего брата Николая Васильевича Склифосовского). В 1872 году окончил Кишинёвскую областную гимназию с золотой медалью. В 1872 году поступил в Медико-хирургическую академию в Санкт-Петербурге.
В 1877 году, будучи студентом, был с отрядом Красного Креста в Болгарии. В 1878 году Павел Склифосовский окончил академию с отличием (звание лекаря), а 24 апреля 1882 года ему было присвоено звание доктора медицины (диссертация «Об изменении жировой ткани при флегмонозном и некоторых других воспалениях» под руководством профессора Николая Петровича Ивановского).

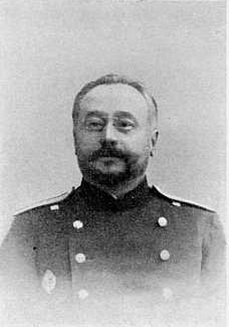
П. Т. Склифосовский (1904 год)

С 1882 года Павел Склифосовский проходил службу в Московском клиническом военном госпитале в должности младшего ординатора, затем (с 1891 года) — старшего ординатора.
С 1887 года — преподаватель специальных предметов в Московской военно-фельдшерской школе, с 1882 года — врач-консультант по наружным и хирургическим болезням Лечебницы военных врачей в Москве.
Павел Склифосовский являлся действительным членом Московского хирургического общества (был избран в 1882 году), Русского хирургического общества Пирогова (избран на первом заседании общества 25 апреля 1882 года), а также Общества военных врачей в Москве (основано в апреле 1885 года). В 1885—1886 годах — секретарь Общества военных врачей в Москве. Принимал участие в съездах Российских хирургов и Общества русских врачей в память Н. И. Пирогова. В 1892 году избран на должность секретаря Московского собрания врачей.
Его работы были опубликованы в журналах «Летопись хирургического общества в Москве» (с октября 1887 года — редактор этого журнала), «Медицинское обозрение», «Хирургия», «Военно-медицинский журнал», «Летопись русской хирургии». Входил в состав редакционной коллегии журнала «Хирургическая летопись».
С 1899 по 1908 год (с перерывом) Павел Склифосовский служил в Николаевском военном госпитале (Санкт-Петербург) в должности консультанта главного врача по хирургической части и вёл прием больных в Лечебнице для приходящих при Медико-филантропическом комитете Императорского Человеколюбивого общества. С ноября 1899 года — действительный член Санкт-Петербургского медико-хирургического общества (основано в 1894 году  Н. А. Вельяминовым). С октября 1904 года — на фронте Русско-японской войны в должности главного хирурга 2-й Маньчжурской армии. Получил контузию.
С 1908 по 1912 год — корпусной врач 5-го Армейского корпуса (Варшава, с 1910 года — Воронеж). Действительный член Варшавского военно-санитарного общества (в 1910 году было преобразовано в Общество ревнителей военно-санитарных знаний в Варшаве). В 1910 году организовал в Воронеже Отдел общества ревнителей военно-санитарных знаний.
В декабре 1911 года получил назначение в Санкт-Петербург в Военно-санитарный учёный комитет (высшее совещательное учреждение в Военно-санитарном управлении Русской императорской армии), где работал в качестве непременного члена. В годы Первой мировой войны — заведующий  петроградским Лазаретом имени Его императорского Высочества Принца А. Ольденбургского (организован издательством П. Сойкина в сентябре 1914 года) и старший врач Городского лазарета № 5 имени генералиссимуса Жоффра (с июня 1915 года).
Скончался в Петрограде 11 (24) мая 1918 года, похоронен 14 (27) мая на Никольском кладбище Александро-Невской Лавры (могила не сохранилась).

## Семья

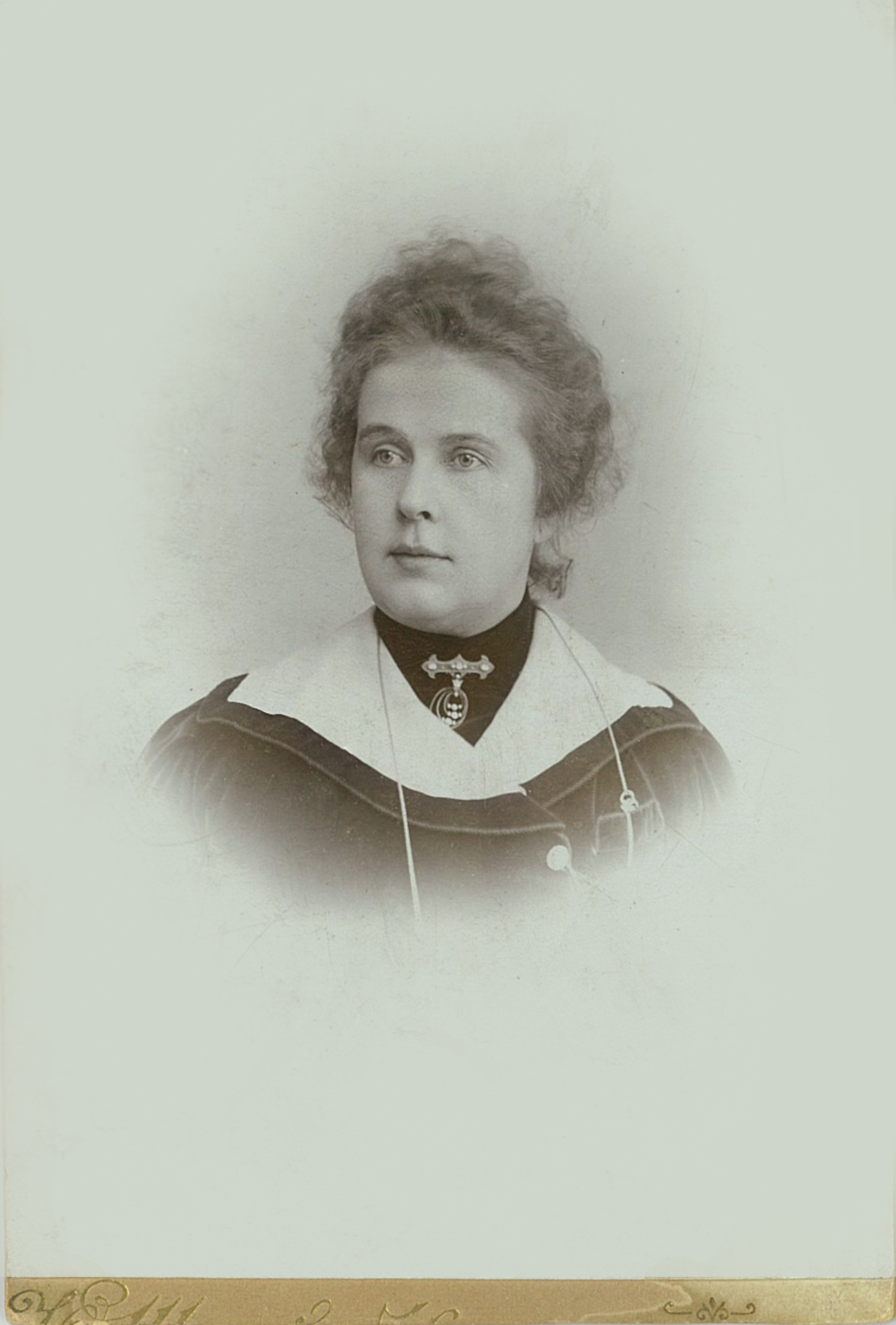
Татьяна Фёдоровна Склифосовская. 1900-е годы

Жена — Склифосовская (Бурдина) Татьяна Фёдоровна (1867—1941), дочь актёра и театрального деятеля Ф. А. Бурдина. Работала зубным врачом. Оставила воспоминания «Несколько слов о А. Н. Островском в быту» // В кн. «А. Н. Островский в воспоминаниях современников». М., 1966. С. 316—327 (1870—1880-е гг. Воспоминания детства. Жизнь Бурдиных в СПб. Приезды Островского).
Дочь — Склифосовская Анастасия Павловна (1907—1987).

## Труды
- Об изменении жировой ткани при флегмонозном и некоторых других воспалениях: Дис. на степ. д-ра мед. Павла Склифосовского / [Из Патол.-анатом. каб. проф. Н. П. Ивановского]. Санкт-Петербург: тип. И. П. Вощинского, 1882. г[2].
- Sarcoma chondro-osteoides; Exarticulatio femoris; Выздоровление / (Из Хирург. клин. проф. Н. В. Склифосовского); [Соч.] д-ра П. Т. Склифосовского. [Москва]: тип. Э. Лисснер и Ю. Роман, ценз. 1883 г.